# Élections législatives partielles de 1886 dans le Nord (secteur de Dunkerque)
Les élections législatives partielles de 1886 dans le Département du Nord (Secteur de Dunkerque) se déroulent le 21 novembre 1886.

## Circonscription
Aucune, élection au niveau du département.

## Contexte
À la suite du décès de Jules Delelis le 21 octobre 1886, une élection partielle a lieu le mois suivant dans le secteur de Dunkerque.

## Résultats
- Député sortant : Jules Delelis (Union des Droites)

| Candidat       | Candidat               | Parti               | Premier tour | Premier tour | Second tour | Second tour |
| Candidat       | Candidat               | Parti               | Voix         | %            | Voix        | %           |
| -------------- | ---------------------- | ------------------- | ------------ | ------------ | ----------- | ----------- |
|                | Jean-Baptiste Trystram | Gauche républicaine | 148 986      | 54,44        |             |             |
|                | M. Dervaux             | Monarchiste         | 122 370      | 44,71        |             |             |
|                |                        |                     |              |              |             |             |
| Inscrits       | Inscrits               | Inscrits            | 352 693      | 100,00       |             |             |
| Votants        | Votants                | Votants             | 273 636      | 77,58        |             |             |
| Blancs et nuls |                        |                     |              |              |             |             |
|                |                        |                     |              |              |             |             |